# Forficula riffensis

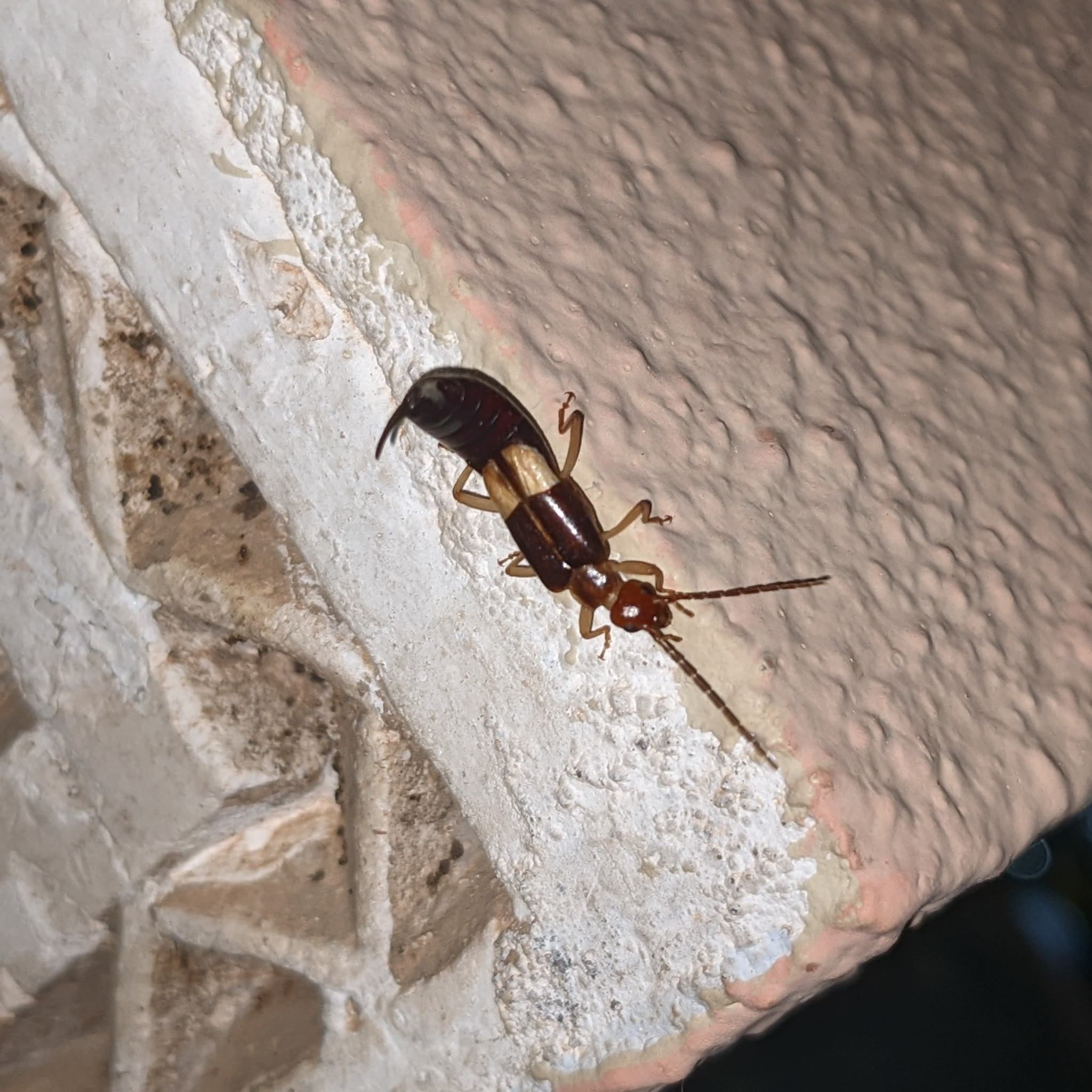
Weibchen

Forficula riffensis ist eine Art der zu den Insekten gehörenden Ohrwürmer und in Marokko und Südspanien verbreitet.

## Merkmale
Die Körperlänge beträgt in beiden Geschlechtern 18–27 mm. Der Kopf ist dunkelorange oder bräunlichrot bis kastanienfarben, die Antennen sind dunkel rotbraun. Das Pronotum ist orangerot und dunkelbraun gemustert. Die Elytren sind schwarzbraun, die Hinterflügel weißlich cremefarben bis hellgelb, wie auch die Beine. Das Abdomen ist rotbraun bis schwarzbraun und etwas heller als die Elytren. Die Zange ist rotbraun bis dunkelbraun und leicht heller als das Abdomen. Der Kopf ist vergleichsweise klein und die postfrontalen und coronalen Nähte sind schwach erkennbar. Der Hinterrand ist in der Mitte konkav, die Augen sind moderat groß, aber kürzer als die Länge des Kopfes hinter den Augen (Genae). Das erste Antennenglied ist gut entwickelt und etwa so lang wie der Abstand der beiden Antennenbasen. Adulte Tiere besitzen 12 Antennenglieder. Das Pronotum ist quer, die Ecken sind gerundet, die Seitenränder mehr oder weniger gerade und der Hinterrand stark konvex. Die mediane Längsfurche ist deutlich erkennbar in der Prozona (vorderer Bereich). Die Elytrae sind normal entwickelt bis leicht kürzer, glatt und glänzend. Die Hinterflügel ragen nur kurz unter ihnen hervor. Das Abdomen ist abgeflacht, die seitlichen Drüsenfalten auf dem dritten Tergit sind sehr klein, diejenigen auf dem vierten groß. Das letzte Tergit der Männchen ist quer, einfach, glatt und die mittlere Eindrückung nahe des Hinterrandes ist sehr klein. Das Pygidium der Männchen ist dreieckig. Die männliche Zange ist sehr lang, die Zangenzweige sind basal abgeflacht mit einer breiten Innenkante, die in einem spitzen, jedoch kaum hervorstehenden, Zahn endet. Die Innenränder der Zangenbasis sind leicht konvex, der hintere Teil der Zange gebogen und zylindrisch. Die männlichen Genitalien sind groß, die zentrale Parameralplatt ist breit und oval, die Virga innerhalb des Genitallobus ist mittelgroß, der Basalvesikel gut ausgebildet, die äußeren Parameren sind normal entwickelt und zur Spitze hin stumpf. Die Weibchen sind den Männchen sehr ähnlich, aber ds Pygidium ist kürzer und die Zange ist einfach, gerade und zusammenlaufend. Die Nymphen durchlaufen vier Nymphenstadien, im vierten und letzten besitzen sie 11 Antennenglieder. Die späteren Hinterflügel (Alae) sind als Flügelknospen am Thorax erkennbar und überwiegend gelb gefärbt, mit einem braunen halbkreisförmigen Streifen in der Mitte und einem dunkleren Bereich nahe der Körpermitte. Insgesamt sind die Nymphen etwas heller und stärker gelblichbraun gefärbt als die Adulti.

## Ähnliche Arten
- Forficula auricularia: Das Pronotum ist in der Mitte dunkel und an den Seiten hell, die Elytren sind heller, die Zange ist heller und gelblicher und die männliche Zange anders gestaltet
- Forficula lucasi: Das Pronotum ist heller, die Elytren sind entweder orange oder dunkel mit orangen Flecken, die männliche Zange ist anders gestaltet
- Forficula ruficollis: Das Pronotum ist heller, auf den Elytren befinden sich helle Flecken, die männliche Zange ist anders gestaltet
- Forficula smyrnensis: Das Pronotum ist heller, auf den Elytren befinden sich helle Flecken, die männliche Zange ist anders gestaltet

## Verbreitung
Die meisten bekannten Funde stammen aus dem Südwesten Marokkos, vor allem aus Souss-Massa, Marrakesch-Safi und Drâa-Tafilalet. Dabei ist die Art sowohl entlang der Küste als auch in höheren Lagen im Inland zu finden.
Henrik Steinmann erwähnt in seinen Werken Vorkommen aus dem Süden Spaniens. So 1978 in Folia entomologica hungarica 31(1):186 und mit Bezug darauf in seinen Büchern von 1989 und 1993. Jedoch wird nirgends erwähnt von wo besagte Vorkommen stammen sollen. 2025 wurde schließlich ein Exemplar aus dem Süden Spaniens, bei El Ejido, auf iNaturalist beobachtet.

## Lebensweise
Die 15 Beobachtungen der Art auf iNaturalist wurden alle zwischen Oktober und April gemacht. Da es sich dabei stets um adulte Exemplare handelte und eine derartige Phänologie typisch für Ohrwürmer aus dem südlichen Mittelmeerraum ist, entwickeln sich die Nymphen vermutlich über den Sommer hinweg.

## Taxonomie
Die Art wurde 1909 von Malcolm Burr als Forficula riffensis erstbeschrieben auf Basis eines Männchens und zweier Weibchen aus Essaouira. Die Terra Typica ist Marokko und der männliche Holotypus wird im Museo Nacional de Ciencias Naturales in Madrid aufbewahrt. In der Literatur wurde sie aufgrund von Fehlbestimmungen mehrmals fehlerhaft als Forficula ruficollis erwähnt, so von Bolívar 1914 und Chopard 1943. Schließlich wurde sie auch fehlerhaft als Synonym dieser Art erwähnt, so von Bolívar & Agacino 1951 und Chopard & Agacino 1951. Hincks beschrieb 1947 die Varietät euptera.